# Малышева, Наталья Владимировна
Ната́лья Влади́мировна Ма́лышева (12 декабря 1921, Феодосия — 4 февраля 2012) — участница Великой Отечественной войны, советский конструктор ракетных двигателей, позже — монахиня Адриана.

## Биография
Н. В. Малышева родилась в Крыму, в семье земского врача. С детства занималась плаванием и гимнастикой, бегала на лыжах, стреляла. Окончила курсы медсестёр, сдала нормы ГТО. После школы Н. Малышева поступила в Московский авиационный институт.
В 1941 году пошла на фронт. Служила в дивизионной разведке на Волоколамском направлении. В июне 1942 года была направлена на 3-месячные курсы в школе разведчиков в Гиреево. После них служила уже в армейской разведке 16-й армии (2 формирования), которой командовал К. К. Рокоссовский. После полутора лет пребывания на передовой была ранена в бою, после госпиталя переведена на службу в штаб миномётной бригады, в составе которой участвовала в Сталинградской битве. С 1943 по 1945 годы служила в отделе снабжения горючим штаба 2-го Прибалтийского и Ленинградского фронтов.
Войну закончила лейтенантом административной службы.
После Победы до 1949 года служила на территории Польши, в Верхней Силезии. В 1949 перебросили в Потсдам, дослужилась до звания капитана.
После ухода из армии вернулась в МАИ сразу на третий курс, окончила его и стала работать по распределению конструктором ракетных двигателей в НИИ-88 в Подлипках (ныне Королёв). Наталья Владимировна проработала в этой сфере 35 лет. Инженер-конструктор Малышева участвовала в создании двигателей для маневрирования и торможения на орбите первых баллистических ракет и космических кораблей, в том числе и для гагаринского «Востока». Она была единственной женщиной в государственной комиссии по испытанию ракетных комплексов. Н. В. Малышева участвовала в создании двигателей для ракеты зенитно-ракетного комплекса С-75 Петра Грушина. За этот двигатель её наградили орденом. Присвоено воинское звание майор.
На пенсии помогала обустраивать подворье Свято-Успенского Пюхтицкого женского монастыря в Москве и осталась здесь служить простой монахиней, приняв постриг под именем Адриана. Матушка Адриана стала лауреатом международной премии «За веру и верность», учреждённой Фондом Андрея Первозванного.

## Награды
Награждена следующими медалями и орденами:
- Орден Отечественной войны 2-й степени (11.03.1985)
- Орден Красной Звезды (30.06.1945)
- два ордена «Знак Почёта»[10]
- Медаль «За боевые заслуги» (29.04.1945)
- Медаль «За оборону Москвы»
- Медаль «За оборону Сталинграда»
- Ряд других медалей

Лауреат Международной премии Андрея Первозванного «За Веру и Верность».

## Память
- Картина «Наталья Владимировна Малышева (1921—2012 гг.). Разведчица ВОВ, с 2000 года — монахиня Адриана, насельница Пюхтицкого подворья» (худ. А. Шилов, 2008).